# Akademia MNEPU
Akademia MNEPU (MNEPU – Międzynarodowy Niezależny Uniwersytet Ekologiczno-Politologiczny, ros. Aкадемия МНЭПУ) – rosyjska niepaństwowa uczelnia akademicka w Moskwie, z ekologią jako dyscypliną wiodącą, funkcjonująca w latach 1992-2018.

## Historia
Międzynarodowy Niezależny Uniwersytet Przyrodniczy i Nauk Politycznych został założony w 1992 roku przy wsparciu Ministerstwa Zasobów Naturalnych, Komisji Edukacji Zarządu Miasta Moskwy i Moskiewskiego Instytutu Energetyki.

## Program dydaktyczny
Uczelnia prowadziła studia w dziedzinie ekologii i nauk politycznych, ponadto kształciła specjalistów w ponad 60 specjalnościach. Prowadziła szkolenia dla pracowników przedsiębiorstw o dowolnym profilu w oparciu o indywidualne programy zaprojektowane specjalnie na zamówienie przedsiębiorstwa – klienta.

## Wydziały
- Instytut Ekologii
- Instytut Nauk Politycznych
- Instytut Prawa
- Akademickie Centrum Edukacji Humanistycznej
  - Instytut Ekonomii i Zarządzania
  - Instytut Komunikacji Społecznej i Języków Obcych
  - Instytut Kształcenia Weekendowego
- Instytut Technologii Kształcenia na Odległość
- Międzynarodowy Instytut Zawodowego Przekwalifikowania Ekologicznego
- Wydział Informatyki i Matematyki Wyższej
- Wydział Kultury Fizycznej i „Waleologii”
- Instytut Edukacji Otwartej[3]

## Podstawowe statystyki
W uczelni kształciło się 5000 słuchaczy, w tym około 400 niepełnosprawnych.

## Kampusy i budynki uniwersyteckie
Oprócz siedziby w Moskwie uczelnia dysponowała oddziałami w ponad 20 regionach Rosji i krajach Wspólnoty Niepodległych Państw.

## Publikacje
Uczelnia wydawała m.in.:
- „Вестник экологического образования в России”, 2004-. Академия МНЭПУ. ISSN 2079-1623.brak numeru strony,
- „Россия в окружающем мире: Аналитический ежегодник”, 1998-. Академия МНЭПУ.brak numeru strony[5]

## Rektorzy
Rektorem Akademii był kandydat nauk ekonomicznych Siergiej Stepanow.

## Absolwenci
W okresie od 1992 do 2013 absolwentami zostało ponad 20 000 osób.